# It's the Falling in Love
«It's the Falling in Love» (Es Enamorarse) es una canción del artista estadounidense Michael Jackson cantada a dúo por la cantante de R&B y compositora Patti Austin . Es la novena pista de su quinto álbum de estudio, Off The Wall en 1979, y fue la primera canción a dúo de todos sus álbumes como solista. Fue escrita por Carole Bayer Sager y David Foster , producido por Quincy Jones. Dionne Warwick también grabó la canción para su álbum No Night So Long (1980).
Esta canción se incluyó en el Lado B del sencillo "Billie Jean", lanzado en el año 1983.